# Ашихмин, Николай Александрович
Николай Александрович Ашихмин (19 мая 1932 году — 29 сентября 2005) — юный герой, участник Великой Отечественной войны, сын полка в составе 15-й стрелковой дивизии 62-й Армии.

## Биография
Родился 19 мая 1932 года в городе Ревда, ныне Свердловской области. Проходил обучение в городской школе №6. После окончания 3-го класс, с матерью, отправился на поезде в Казахстан. По пути отвлёкся и потерялся. Солдаты из проходящего эшелона подобрали мальчика. Так он стал сыном полка. Участник Великой Отечественной войны.
В Отечественной войне принимал участие в составе 15-й стрелковой дивизии 62-й Армии с октября 1942-го по март 1943 года. Юный участник оборонительных боёв за Сталинград. Получив ранение, направлен на лечение. Излечившись, отчислен из рядов Красной Армии и направлен в тыл.
Награжден орденом Отечественной войны II степени, медалью "За отвагу", знаком "Юный участник Великой Отечественной войны", медалью "За оборону Сталинграда".
С 1948 по 1952 годы трудился на Средуралмедьзаводе, работал в должности связиста.
С 1952 по 1954 год был призван на срочную службу в ряды Советской Армии. После увольнения из армии стал вновь работать на СУМЗе в отделе КИП.
С 20 сентября 1960 года работал директором Станции Юных Техников (СЮТ), которая располагалась по адресу: ул. Чайковского, 27. Затем стал руководителем радиокружка и радиоклуба. В 1980-е годы продолжил руководить радиокружком на станции юных техников.
Проживал в городе Ревде, Свердловской области. Умер 29 сентября 2005 года.

## Награды
- Орден Отечественной войны II степени,
- Медаль За отвагу
- Медаль «За оборону Сталинграда»
- Медаль «За победу над Германией в Великой Отечественной войне 1941—1945 гг.»
- другие медали.